# Mordella melanozosta
Mordella melanozosta es una especie de coleóptero de la familia Mordellidae.

## Distribución geográfica
Habita en Madagascar.